# Quorn (azienda)
Quorn è un marchio di prodotti sostitutivi della carne ed è parimenti il nome dell'azienda che li produce. Il Quorn è nato nel Regno Unito ed è venduto principalmente in Europa, ma è disponibile in 11 paesi. Il marchio è di proprietà della società madre Monde Nissin.
Il Quorn viene venduto sia come ingrediente base che come sostituto della carne in una gamma di pasti preconfezionati.
Sebbene tutti i prodotti Quorn offrano opzioni vegetariane, non tutti sono vegani. Tutti gli alimenti Quorn contengono come ingrediente la  micoproteina, che deriva dal fungo Fusarium venenatum. Nella maggior parte dei prodotti Quorn, la micoproteina viene essiccata e mescolata con albume, che funge da legante, ne viene regolata la consistenza e poi viene pressata in varie forme. La formulazione vegana utilizza le proteine della patata come legante al posto dell'albume.

## Storia
Il Quorn è stato lanciato nel 1985 da Marlow Foods, una joint venture tra Rank Hovis McDougall (RHM) e Imperial Chemical Industries (ICI).
La biomassa microbica viene prodotta commercialmente come proteine da cellula singola per alimenti umani o animali e come cellule di lievito vitali per l'industria della panificazione. La produzione industriale di lievito di birra iniziò agli inizi del 1900 e la biomassa di lievito fu utilizzata come cibo umano in Germania durante la prima guerra mondiale. Lo sviluppo di processi su larga scala per la produzione di biomassa microbica come fonte di proteine commerciali iniziò seriamente alla fine degli anni ’60.
Molti dei processi studiati non sono stati realizzati a causa di problemi politici ed economici, ma l’istituzione del processo ICI Pruteen per la produzione di proteine per l’alimentazione animale ha rappresentato una pietra miliare nello sviluppo dell’industria della fermentazione. Gli aspetti economici di questa produzione come mangime per animali erano marginali, il che alla fine portò all'interruzione del processo Pruteen.
La competenza tecnica acquisita dal processo Pruteen ha aiutato ICI a collaborare con la società Rank Hovis McDougall ad un processo per la produzione di biomassa fungina per l'alimentazione umana. È stato sviluppato un processo di fermentazione continua per la produzione di biomassa di Fusarium venenatum (commercializzata come Quorn) utilizzando un fermentatore di 40 m³ di capacità.
Il fungo filamentoso Fusarium venenatum fu scoperto in un campione di terreno nel 1967. Nel 1985, dopo un programma di valutazione decennale, RHM ottenne il permesso di commercializzare la micoproteina per il consumo umano.
Il Quorn è entrato nella distribuzione nel Regno Unito nel 1993, ed è stato introdotto in altre parti d'Europa negli anni '90 e in Nord America nel 2002.

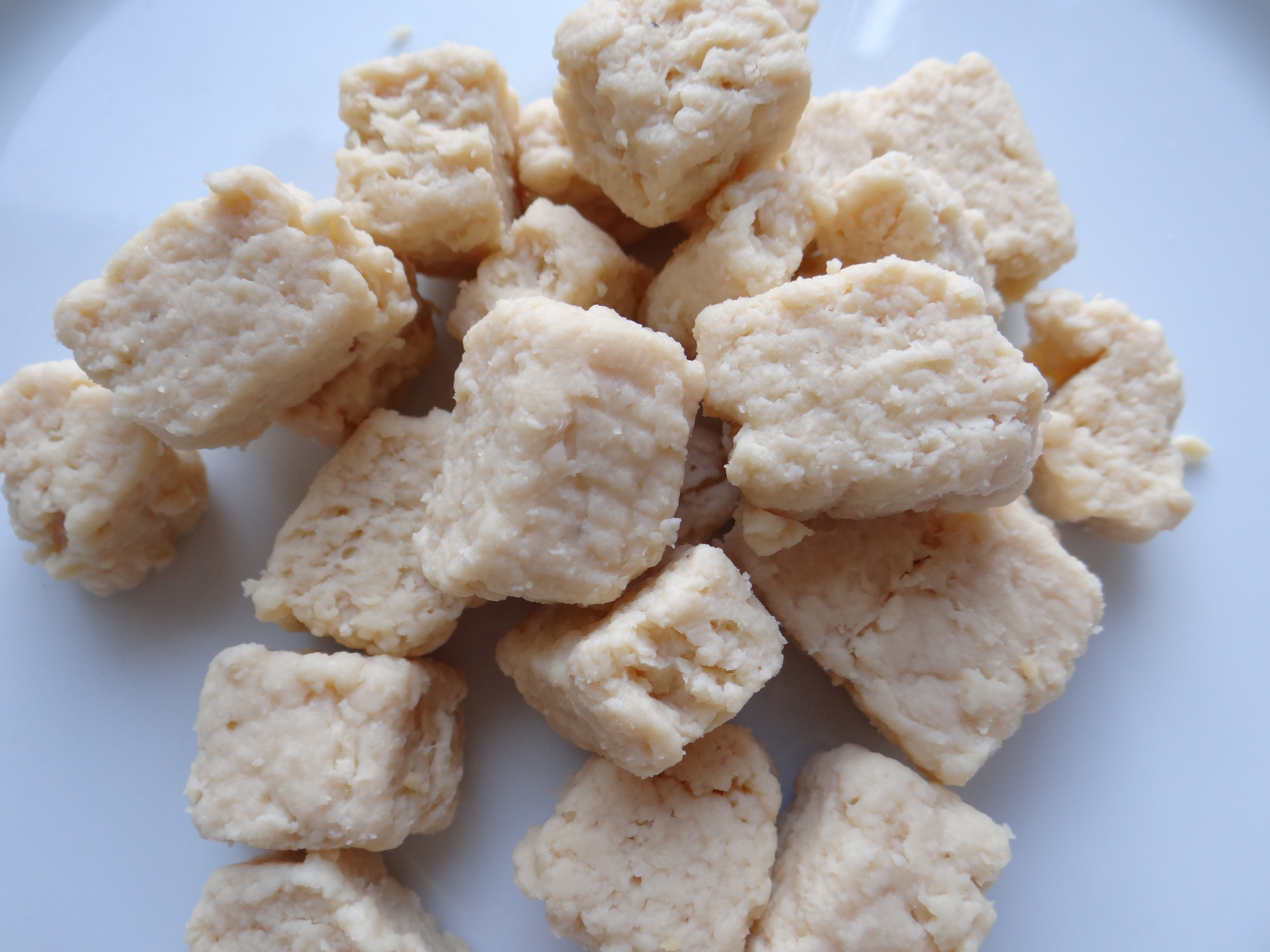
Quorn a cubetti

## Prodotti
Il Quorn viene venduto in forme pronte da cuocere, come i cubetti ed in una forma che ricorda la carne macinata. Successivamente l'azienda ha introdotto una gamma di pasti vegetariani refrigerati, tra cui pizze, lasagne, torte rustiche e prodotti simili ad affettati, hot dog e hamburger.

## Produzione

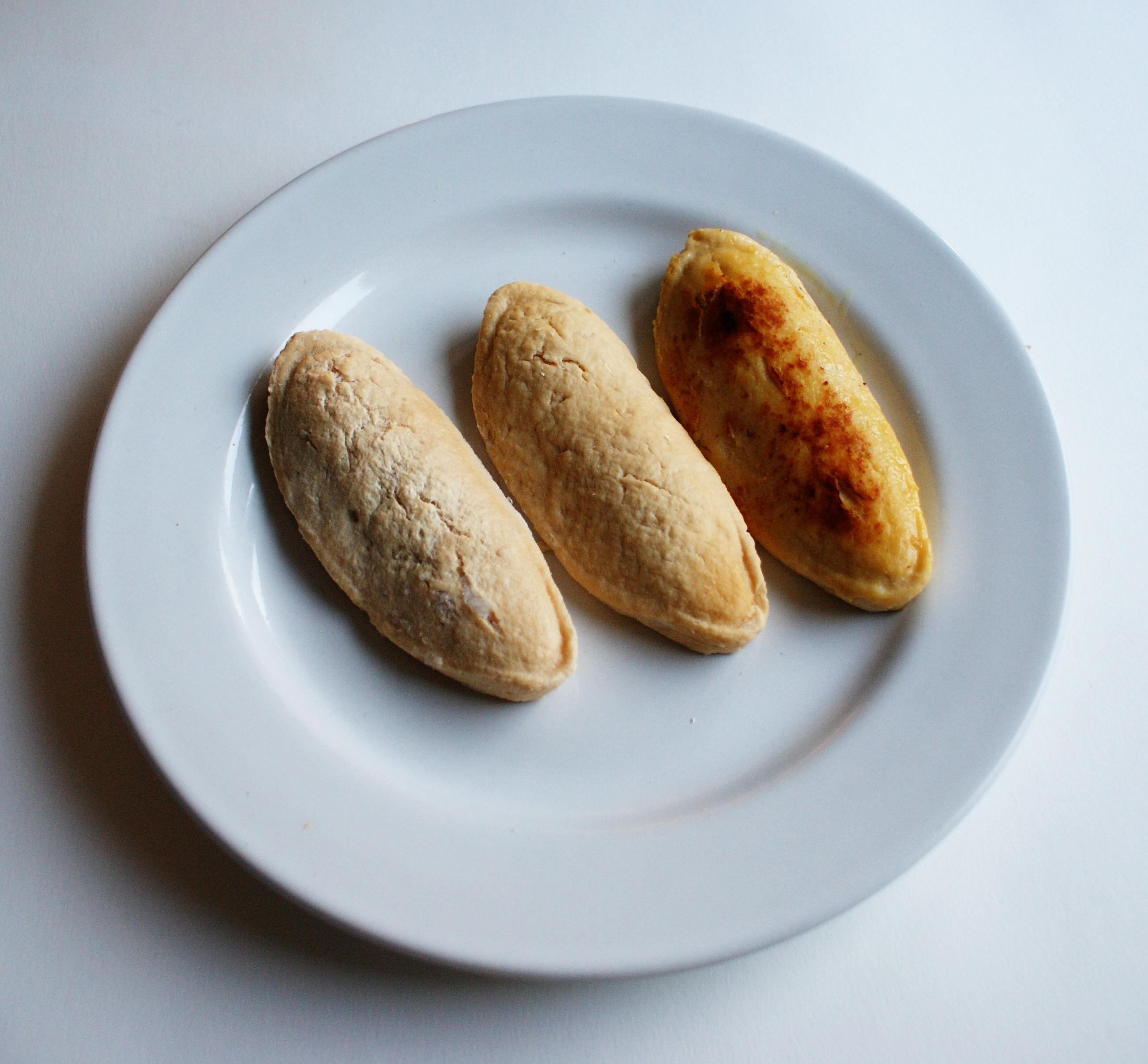
Filetto di Quorn – congelato, scongelato e fritto

Il Quorn è ottenuto dal fungo Fusarium venenatum ceppo PTA-2684. Il fungo viene coltivato in acqua continuamente ossigenata in grandi vasche di fermentazione altrimenti sterili. Glucosio e azoto fissato vengono aggiunti come nutrimento per il fungo, così come vitamine e minerali per migliorare il valore alimentare del prodotto. La micoproteina risultante viene quindi estratta e trattata termicamente per rimuovere i livelli eccessivi di RNA. I precedenti tentativi di produrre tali alimenti proteici fermentati erano stati vanificati da livelli eccessivi di DNA o RNA; senza il trattamento termico, le purine, presenti negli acidi nucleici, vengono metabolizzate dagli esseri umani risultando nella produzione di acido urico, che può portare alla gotta.
La micoproteina viene essiccata e impastata con albume d'uovo, che funge da legante. Ne viene quindi regolata la consistenza, conferendogli parte del carattere granuloso della carne. Infine il composto è pressato in varie forme: un trito che ricorda la carne macinata, filetti che ricordano petti di pollo, polpette, hamburger, o dadini. In queste forme, il Quorn ha un colore variabile e un sapore delicato che ricorda il prodotto a base di carne imitato ed è adatto per essere utilizzato come sostituto della carne in molti piatti, come stufati e casseruole.
Il Quorn è ricco di proteine e fibre alimentari ed è povero di grassi saturi. Contiene meno ferro alimentare rispetto alla maggior parte delle carni e i produttori non hanno rilasciato molte informazioni sugli additivi che utilizzano per far sì che Quorn assomigli alla carne. Il Quorn è considerato accettabile in piccole quantità per i bambini di età superiore ai nove mesi, ma dovrebbe essere introdotto gradualmente. L'alto contenuto di fibre e il basso contenuto energetico sono migliori per gli adulti che per i bambini visto che un eccesso di fibre può causare flatulenza. Il contenuto di sale deve essere controllato prima di somministrare Quorn ai bambini, poiché varia a seconda dei prodotti.
Si ritiene che l’impronta di carbonio di Quorn Frozen Mince nel Regno Unito sia almeno l’80% inferiore a quella della carne bovina.
Quorn per il mercato britannico ed europeo è prodotto presso la sede centrale di Marlow a Stokesley, North Yorkshire e nella vicina Billingham.